# Shakra (Gottheit)

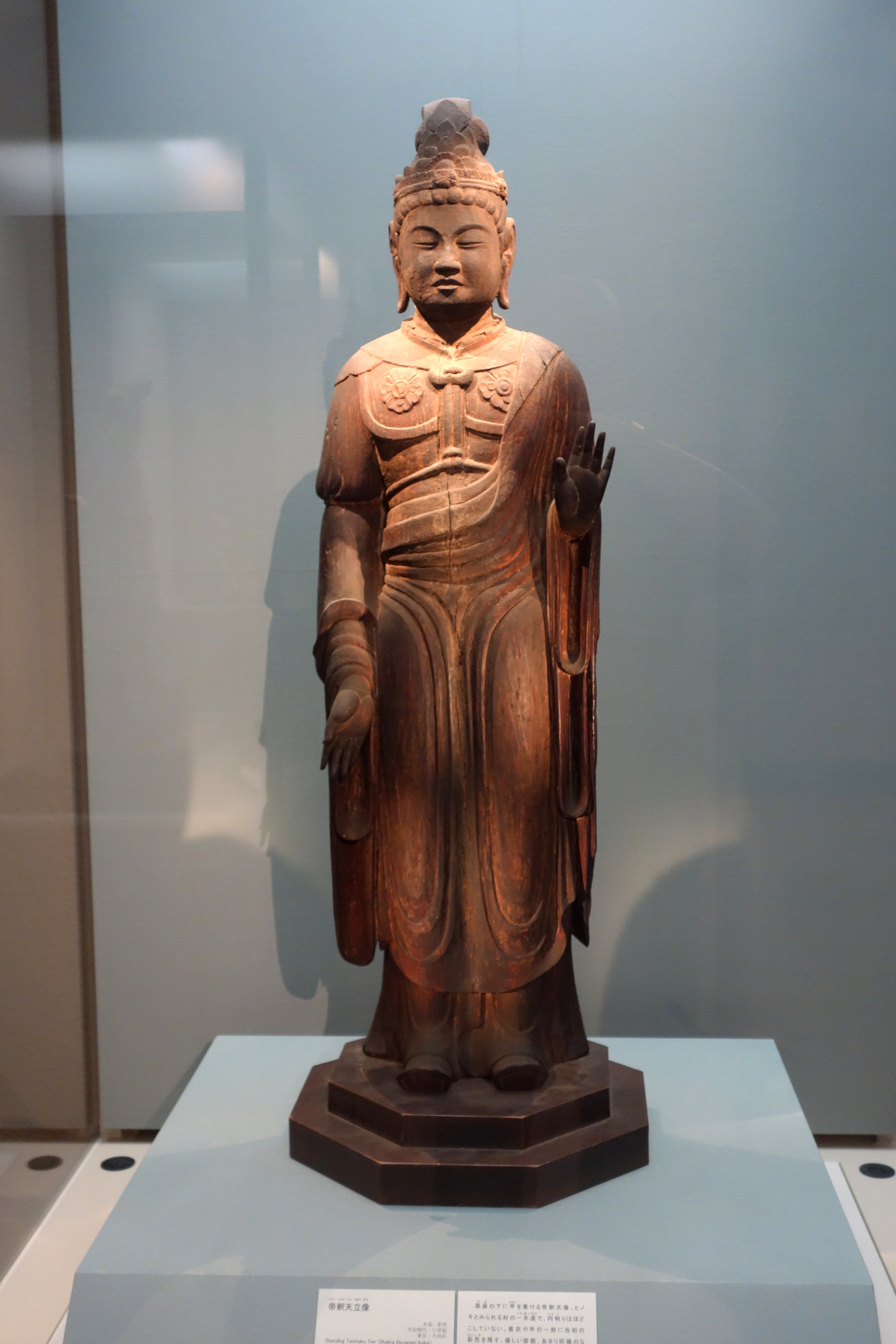
Statue Taishakutens, 11. Jahrhundert, Nationalmuseum Tokio

Shakra (Sanskrit शक्र śakra; Pāli Sakka; chinesisch 帝釋天 Dishitan; japanisch 帝釈天 Taishakuten) ist im Buddhismus der Herrscher des Trayastrimsa, eines Himmels der buddhistischen Kosmologie.
Shakra ist eine weniger kriegerisch ausgestaltete Adaption des Gottes Indra aus dem Hinduismus, der auch in jainistischen Schriften erscheint. In buddhistischen Schriften wie dem Pali-Kanon und den Mahayana-Sutras erscheint er als König der Devas (śakro devānām indra) des Trayastrimsa. Fünfundzwanzig Sutras des Samyutta-Nikaya beschäftigen sich allein mit ihm.
Obwohl er große Macht innehat und ein langes Leben genießt, ist er wie alle Lebewesen Tod und Wiedergeburt unterworfen; in mehreren Lehrreden Buddhas werden die Vorzüge beschrieben, als Shakra wiedergeboren zu werden. Er wird als derjenige Deva beschrieben, der sich am meisten Buddhas und seinen Schülern annahm, in dem er von seinem Himmel herabstieg und Fragen beantwortete und Buddha auch sonst hilfreich zur Seite stand. Er erscheint sowohl im Vessantara Jataka, ein Jataka, in dem das frühe Leben des späteren Buddhas Gautama geschildert wird, als auch in Berichten über seine Zeit als Prinz Siddhartha Gautama. In einer Erzählung schneidet sich Siddharta Gautama seine Haare ab, wirft sie in die Luft und erklärt dabei, dass wenn sie nicht wieder zu Boden fallen würden, nähme er das Leben eines Asketen an. Shakra nimmt diese Haare an sich und verwahrt sie in einem Schrein im Trayastrimsa. Als Buddha Trayastrimsa aufsucht, um seine dort inkarnierte Mutter Maya zu treffen, stellt Shakra ihm eine Leiter bereit, um wieder nach Jambudvipa zurückzukehren. Shakra besuchte häufig als Brahmane verkleidet die Erde, um die Schüler Buddhas zu testen und denjenigen Vorteile zu verschaffen, die den Test bestanden haben.